# 킴 터너
킴벌리 ("킴") 터너-매켄지(Kimberly ("Kim") Turner-McKenzie, 1961년 3월 21일 ~ )는 100m 허들에 주로 나간 미국의 육상 선수이다.
앨라배마주 버밍햄에서 태어난 그녀는 1984년 로스앤젤레스 올림픽에 나가 100m 허들 결승전에서 13.06초와 함께 프랑스의 미셸 샤르도네와 공동으로 동메달을 획득하였다.
미시간주 디트로이트에 있는 멈퍼드 고등학교에서 수학하는 동안 터너는 110 야드 허들에서 13.6초의 국내 고등학교 기록을 세웠으며, 아직도 보유되고 있다.